# Macana

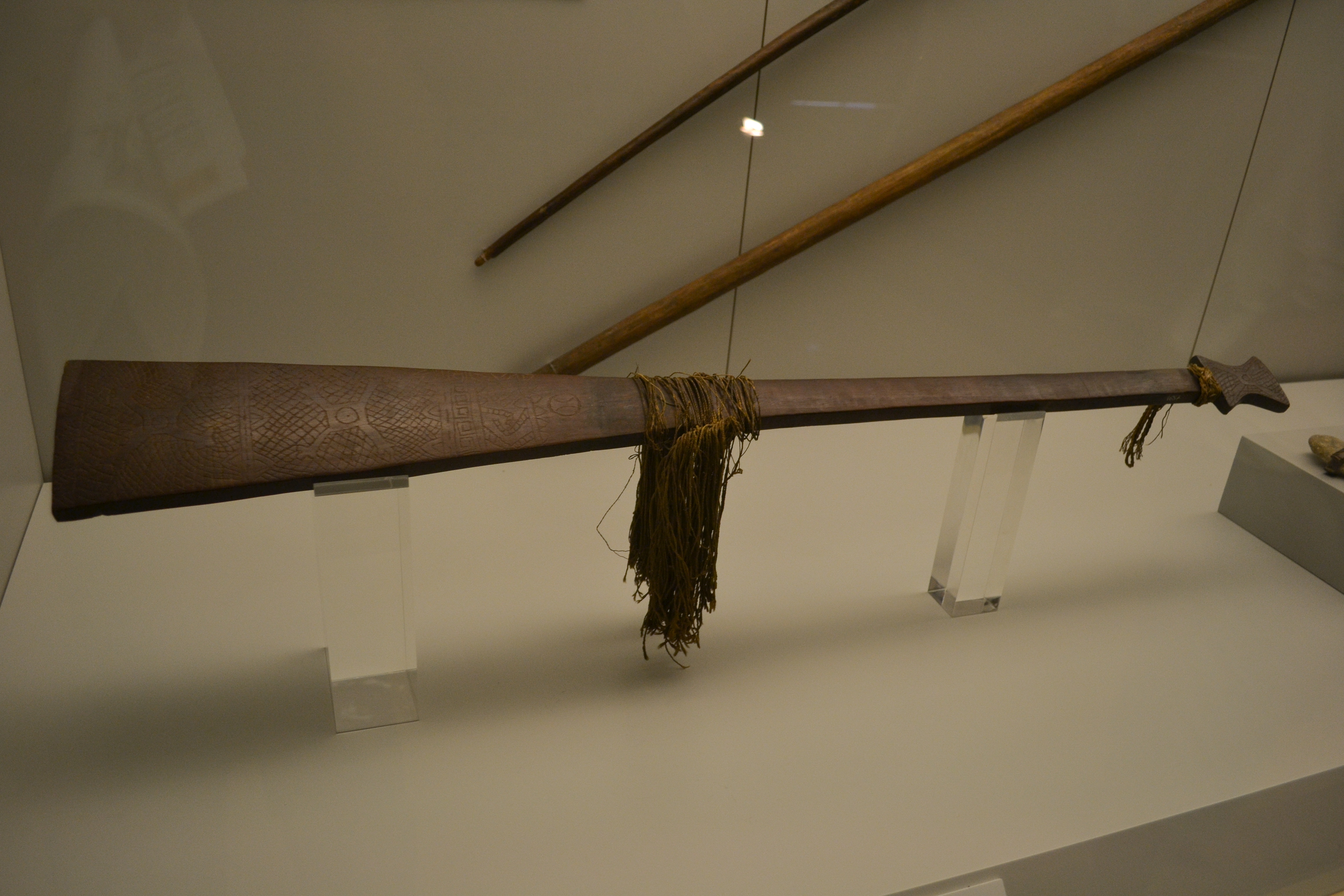
Macana d'Amazzonia

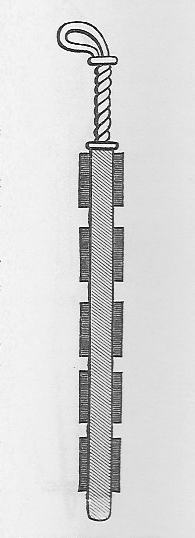
Disegno di un macuahuitl del XV secolo

Il termine macana, di origine taíno, fa riferimento a numerose armi in legno usate da varie culture native dell'America centrale e del Sudamerica.

## Descrizione
Il significato più antico associato al termine macana è quello di un'arma simile ad una spada, fatta in legno, ma sufficientemente affilata da essere pericolosa. Il termine viene a volte usato per riferirsi a simili armi azteche, tempestate di pezzi di ossidiana per diventare più taglienti, anche se qualcuno differenzia questo genere d'arma chiamandolo col termine nahuatl di macuahuitl.
Nello spagnolo moderno il termine viene usato largamente per riferirsi a numerosi tipi di armi in legno non taglienti, soprattutto ai manganelli della polizia.